# Hemiphractus fasciatus
Hemiphractus fasciatus är en groddjursart som beskrevs av Peters 1862. Hemiphractus fasciatus ingår i släktet Hemiphractus och familjen Hemiphractidae. IUCN kategoriserar arten globalt som nära hotad. Inga underarter finns listade i Catalogue of Life.